# Ejgayehu Taye
Ejgayehu Taye est une athlète éthiopienne, spécialiste du 5 000 mètres.

## Biographie
En juillet 2018, elle remporte la médaille d'argent aux 5 000 mètres lors des Championnats du monde juniors, à Tampere en Finlande, devant sa compatriote Tsigie Gebreselama.
En 2023 elle remporte la médaille de bronze sur 10 000 mètres aux championnats du monde, derrière ses compatriotes Gudaf Tsegay et Letesenbet Gidey.

## Palmarès
| Date | Compétition                               | Lieu             | Résultat | Épreuve  | Temps          |
| ---- | ----------------------------------------- | ---------------- | -------- | -------- | -------------- |
| 2018 | Championnats du monde juniors             | Tampere          | 2e       | 5 000 m  | 15 min 30 s 87 |
| 2021 | Jeux olympiques                           | Tokyo            | 5e       | 5 000 m  | 14 min 39 s 62 |
| 2022 | Championnats du monde                     | Eugene           | 6e       | 10 000 m | 30 min 12 s 45 |
| 2023 | Championnats du monde                     | Budapest         | 3e       | 10 000 m | 31 min 28 s 31 |
| 2023 | Championnats du monde                     | Budapest         | 5e       | 5 000 m  | 14 min 56 s 85 |
| 2023 | Ligue de diamant                          | Ligue de diamant | 3e       | 5 000 m  | 14 min 21 s 52 |
| 2023 | Championnats du monde de course sur route | Riga             | 3e       | 5 km     | 14 min 40 s    |
| 2024 | Jeux olympiques                           | Paris            | 6e       | 5 000 m  | 14 min 32 s 98 |

## Records
| Épreuve      | Temps          | Lieu      | Date             |
| ------------ | -------------- | --------- | ---------------- |
| 3 000 m      | 8 min 19 s 52  | Paris     | 28 août 2021     |
| 5 000 m      | 14 min 12 s 98 | Eugene    | 27 mai 2022      |
| 10 000 m     | 29 min 50 s 52 | Nerja     | 14 juin 2024     |
| 5 km (route) | 14 min 19 s    | Barcelone | 31 décembre 2021 |